# Amir Sahliali oghlu Hadjiyev
Amir Hadjiyev (en azéri : Əmir Səhliəli oğlu Hacıyev, né le 5 mai 1899 à Choucha et mort le 21 août 1972 à Bakou, est un graphiste soviétique azerbaïdjanais, Artiste émérite de la RSS d'Azerbaïdjan (1943).

## Biographie
Il commence son activité créatrice en 1918 à Choucha dans le domaine des affiches et des portraits. Il dirige également le travail pédagogique au séminaire.
Depuis 1923, il étudie à l'École supérieure d'art de l'État d'Azerbaïdjan.

### Pédagogue et illustrateur
Depuis la seconde moitié des années 1920, Amir Hadjiyev participe à l'illustration de magazines tels que Charg gadiny (Femme d'Orient), Həmkarlar ittifagi et crée des affiches sur le thème de la coopération. Parallèlement, il continue à enseigner dans les écoles primaires de Bakou. Depuis cette période, il conçoit des illustrations pour des livres.
Les illustrations de livres les plus réputées de Hadjiyev sont pour Chernushka de Suleyman Sani Akhundov (1924).
Pendant la Grande Guerre patriotique (1941-1945) Hadjiyev crée des affiches de propagande.